# Estados generales de Francia

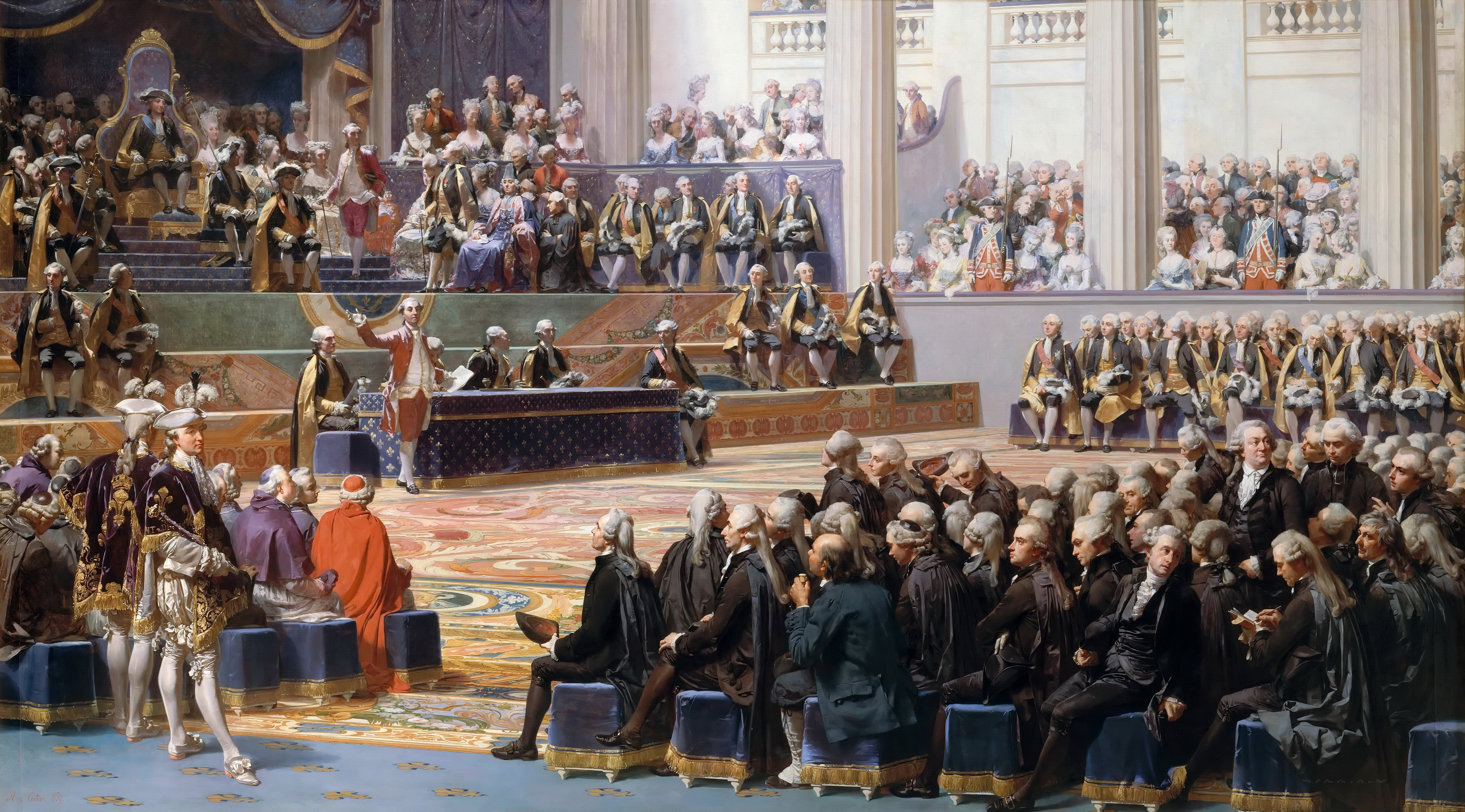
Sesión de apertura de los Estados generales de 1789, el 5 de mayo, en Versalles, según pintura de Auguste Couder. Preside Luis XVI y habla Necker. Se identifican muchos de los participantes.

Los Estados generales (en francés: États généraux) en la Francia del Antiguo Régimen, eran asambleas convocadas por el rey de manera excepcional y a la que acudían representantes de los llamados tres estamentos: el clero que conformaba el Primer Estado, la nobleza que constituía el Segundo Estado y los representantes de las ciudades que disponían de consistorio, es decir; el Tercer estado. Fueron creados en 1302 por Felipe IV de Francia, el Hermoso, después de que el papa Bonifacio VIII convocase al rey y al clero francés a un sínodo a celebrar en Roma, el 1 de noviembre de 1302, para definir de manera definitiva la relación entre el poder temporal y la Iglesia; y también para juzgar al rey, bajo la acusación de abusos inauditos contra la iglesia, por lo que el Felipe IV respondió inmediatamente.
El rey procedió a su vez a acusar de herejía al papa, ante la reunión de los representantes del clero y de la nobleza, y por primera vez, de representantes de la ciudad de París, y constituyó el nacimiento de los Estados generales de Francia, además de convocar a un concilio general para juzgar al papa, así como prohibir al clero francés a asistir al sínodo convocado por Bonifacio VIII.
Los últimos Estados generales fueron convocados por Luis XIII en 1614, y convocados de nuevo por Luis XVI en 1789, habiéndose reunido más de una treintena de veces en 487 años. Eran una asamblea excepcional, y su reunión solía significar la respuesta a una crisis política o financiera, que obligaba a conocer la opinión de los representantes de los principales poderes del país para confirmar una decisión real, particularmente en materia fiscal.
Estaban compuestos por diputados elegidos con un mandato de sus electores, y la orden del día se redactaba con base en los cuadernos de quejas (cahiers de doléances), establecidos por los notables provinciales de los tres órdenes o estamentos. Dichos estamentos se reunían por separado y contaban cada uno con un número igual de representantes. El sistema de voto utilizado era estamental: un voto contaba para cada una de las cámaras, con lo que el clero y la nobleza, tradicionalmente aliados, no dejaban opción al Tercer Estado para que se oyese su voz. En su última reunión, en mayo de 1789, el Tercer Estado pidió sin éxito el voto por cabeza. Estas disputas fueron reflejadas en la aparición de una gran cantidad de panfletos que recorrieron todas las ciudades y poblaciones de Francia, en los cuales se ponía de manifiesto el descontento popular. El 17 de junio de 1789, el Tercer estado y el bajo clero presentes en los Estados generales se constituyeron en Asamblea Nacional y prometieron no separarse hasta haber redactado una Constitución para Francia, dando así comienzo a la Revolución francesa.

## La última reunión

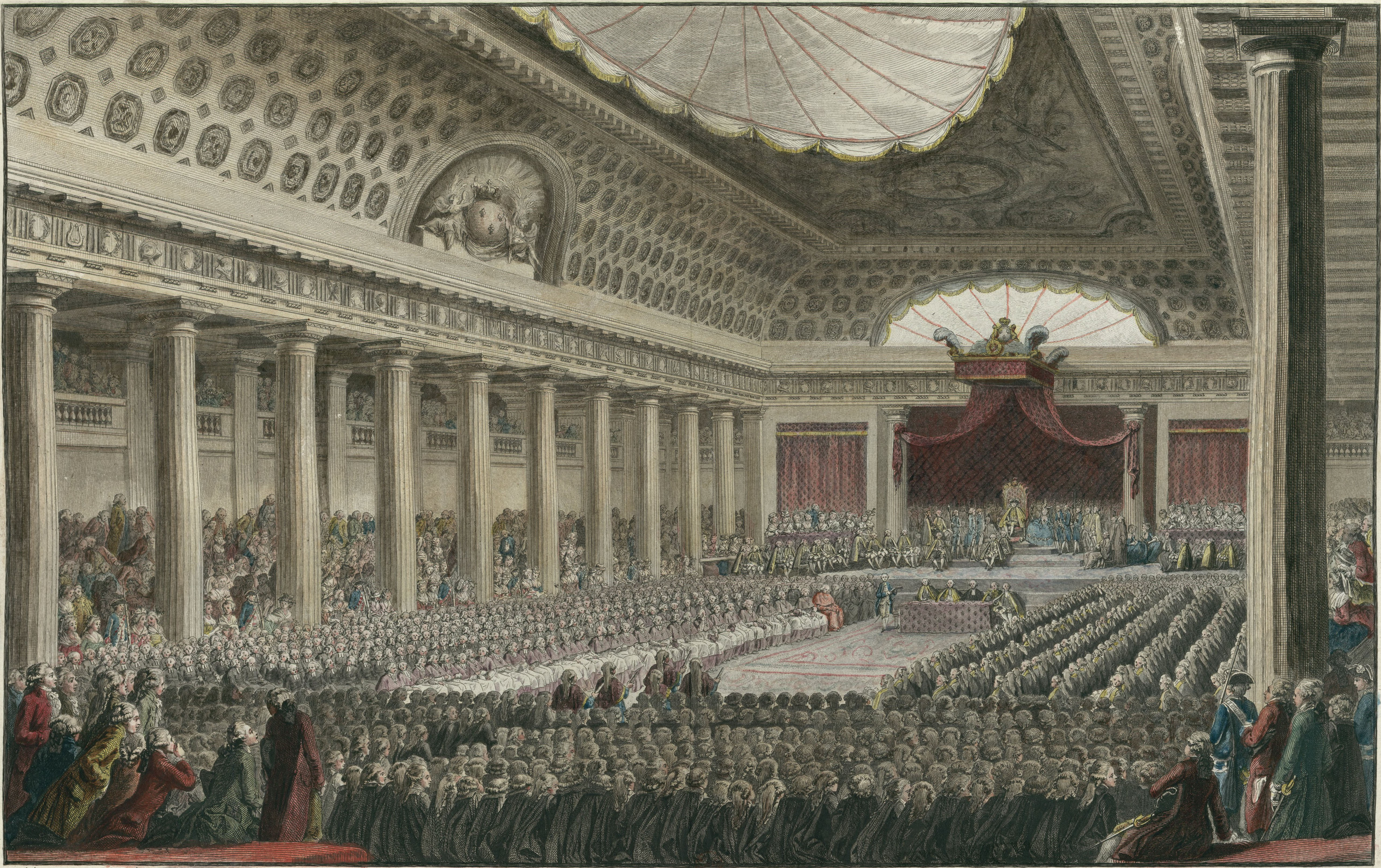
Otra representación de la sesión de apertura de los Estados generales de 1789, el 5 de mayo, en Versalles, según Isidore-Stanislaus Helman (1743-1806) y Charles Monnet (1732-1808).

En 1789, la monarquía francesa, al borde de la bancarrota y arrinconada por la aristocracia regionalista, pensaba encontrar un medio de salvación convocando los Estados generales. 
El 27 de diciembre de 1788, el Consejo de Estado decidió doblar el número de diputados del Tercer Estado, elegidos por los varones mayores de 25 años inscritos en las listas de contribuyentes del impuesto por cabeza llamado capitación. El Rey convocó los Estados generales para el 5 de mayo de 1789 en Versalles, una asamblea que no se libró de controversias, dado que los representantes de los estamentos privilegiados se opusieron al nuevo sistema representativo, que doblaba el número de diputados del Tercer Estado. Formalmente, el enfrentamiento se manifestó en el terreno de los votos. El rey era partidario del voto tradicionalista por órdenes. Sin embargo, los representantes del Tercer estado eran partidarios del voto individual. Fue así como los privilegiados rechazaron inmediatamente la nueva propuesta, ya que la diferencia de número se haría notar (el Tercer Estado, al representar al pueblo llano, era más numeroso que los otros estamentos) y así podrían llegar a alcanzar la mayoría en los Estados generales.
La asamblea estaba compuesta por 1139 diputados: 291 pertenecían al clero, 270 a la nobleza y 578 al Tercer Estado. La apertura de los Estados generales del 5 de mayo de 1789 marca el inicio de la Revolución francesa.

### Lista de Estados generales
En la tabla que sigue se recogen la mayoría de las asambleas celebradas, aunque no es seguro que no haya habido más. Las celebradas en la Edad Moderna si están completas.
| º  | Fecha                                           | Lugar                                                           | Nombre                                                                                               | Causa y resultado | Reinado                      | Tipo                                                     | Edad         |
| 01 | 23 de marzo de 1302 (o 10 de abril de 1302      | París (catedral de Notre-Dame)                                  | Estados generales de 1302                                                                            | Diferendo con el papa Bonifacio VIII sobre la independencia del poder real. Apoyo al rey. La bula fue quemada. | Felipe IV (1285-1314)        | Afirmación del poder real. Cuestiones financieras        | Edad Media   |
| 02 | 14 de junio de 1303                             | París (Palacio del Louvre)                                      | Estados generales de 1303                                                                            | Guillaume de Nogaret fue encargado de organizar un concilio para juzgar al papa. | Felipe IV (1285-1314)        | Afirmación del poder real. Cuestiones financieras        | Edad Media   |
| 03 | 1308                                            | Poitiers después Tours                                          | Estados generales de 1308                                                                            | Con el objeto de la abolición de la orden del Temple. | Felipe IV (1285-1314)        | Afirmación del poder real. Cuestiones financieras        | Edad Media   |
| 04 | 1312                                            | Lyon                                                            | Estados generales de 1312                                                                            | Relativa a la orden del Temple. | Felipe IV (1285-1314)        | Afirmación del poder real. Cuestiones financieras        | Edad Media   |
| 05 | 1313                                            | París                                                           | Estados generales de 1313                                                                            | Recaudación del impuesto sobre las tailles. | Felipe IV (1285-1314)        | Afirmación del poder real. Cuestiones financieras        | Edad Media   |
| 06 | 1 de agosto de 1314                             | París (patio del Palacio de Justicia de París)                  | Estados generales de 1314                                                                            | El rey quiere subsidios para la guerra de Flandes. | Felipe IV (1285-1314)        | Afirmación del poder real. Cuestiones financieras        | Edad Media   |
| 07 | 2 de febrero de 1317                            | París                                                           | Estados generales de 1317                                                                            | Sucesión de Luis X. El principio de masculinidad se convierte en el elemento esencial para la sucesión al trono de Francia. Beneficia a Felipe V contra Juana II de Navarra y Eudes IV de Borgoña | Felipe V (1317-1322)         | Afirmación del poder real. Cuestiones financieras        | Edad Media   |
| 08 | 1320                                            | Pontoise                                                        | Estados generales de 1320                                                                            | Affaire des monnaies | Felipe V (1317-1322)         | Afirmación del poder real. Cuestiones financieras        | Edad Media   |
| 09 | Junio de 1321                                   | Poitiers                                                        | Estados generales de 1321                                                                            | Monedas, pesos y medidas, dominio real, cruzadas. | Felipe V (1317-1322)         | Afirmación del poder real. Cuestiones financieras        | Edad Media   |
| 10 | 1322                                            |                                                                 | Estados generales de 1322                                                                            | Nuevo impuesto, que fracasa. | Carlos IV le Bel (1322-1328) | Afirmación del poder real. Cuestiones financieras        | Edad Media   |
| 11 | 1326                                            | Meaux                                                           | Estados generales de 1326                                                                            | Sobre la reanudación de la guerra con Inglaterra. El tercer estado se reparte en asambleas provinciales. | Carlos IV le Bel (1322-1328) | Afirmación del poder real. Cuestiones financieras        | Edad Media   |
| 12 | 1343                                            |                                                                 | Estados generales de 1343                                                                            | | Felipe VI (1328-1350)        | Gestión de las crisis durante la guerra de los Cien Años | Edad Media   |
| 13 | 2 de febrero de 1346 15 de febrero de 1346      | París Toulouse                                                  | Estados generales de 1346                                                                            | Voto de los impôts (aides). | Felipe VI (1328-1350)        | Gestión de las crisis durante la guerra de los Cien Años | Edad Media   |
| 14 | 2 de diciembre de 1355 24 de marzo de 1356      | París Toulouse. voir détails pour 1355 et 1356                  | Estados generales de 1355                                                                            | Voto por la gabela y otro impuesto sobre las ventas de bienes el 1 de marzo de 1356. El 28 de diciembre de 1355, luego el 24 de marzo de 1356, voto de la gran ordenanza de 1357 que limitaba los poderes del rey de Francia. | Juan II (1350-1364)          | Gestión de las crisis durante la guerra de los Cien Años | Edad Media   |
| 15 | 15 de octubre de 1356 al 3 de noviembre de 1356 | París                                                           | Estados generales de 1356                                                                            | Voto de los subsidios y se ocupa de la liberación del rey Jean II prisionero desde 1356. Casi 800 delegados, 400 de ellos por el tercer estado. Papel de Étienne Marcel a la cabeza de las bonnes villes. | Juan II (1350-1364)          | Gestión de las crisis durante la guerra de los Cien Años | Edad Media   |
| 16 | 13 de enero de 1357                             | París                                                           | Estados generales de 1357 (convocado por el teniente general del reino, el delfín Carlos V)          | Voto de los subsidios y se ocupa de la liberación del rey Juan II prisionero desde 1356. Denegación de nuevo impuesto. El 3 de marzo de 1357 promulgación de la gran ordenanza de 1357. Papel de Étienne Marcel y de Carlos II de Navarra. | Juan II (1350-1364)          | Gestión de las crisis durante la guerra de los Cien Años | Edad Media   |
| 17 | 4 de mayo de 1358                               | Compiègne                                                       | Estados generales de 1358                                                                            | | Juan II (1350-1364)          | Gestión de las crisis durante la guerra de los Cien Años | Edad Media   |
| 18 | 1359                                            |                                                                 | Estados generales de 1359                                                                            | | Juan II (1350-1364)          | Gestión de las crisis durante la guerra de los Cien Años | Edad Media   |
| 19 | 1363                                            |                                                                 | Estados generales de 1363                                                                            | | Juan II (1350-1364)          | Gestión de las crisis durante la guerra de los Cien Años | Edad Media   |
| 20 | 1369                                            | París                                                           | Estados generales de 1369                                                                            | Aprobación de la guerra contra Inglaterra. | Carlos V (1364-1380)         | Gestión de las crisis durante la guerra de los Cien Años | Edad Media   |
| 21 | 14 de noviembre de 1380                         | París                                                           | Estados generales de 1380                                                                            | Supresión de los impuestos (aides) pero voto de subsidios especiales a principios de diciembre. Los fouages se restablecen en marzo de 1381. | Carlos VI (1380-1422)        | Gestión de las crisis durante la guerra de los Cien Años | Edad Media   |
| 22 | 30 de enero de 1413                             | París (hôtel Saint-Pol)                                         | Estados generales de 1413                                                                            | | Carlos VI (1380-1422)        | Gestión de las crisis durante la guerra de los Cien Años | Edad Media   |
| 23 | 1 de diciembre de 1420                          | París (hôtel Saint-Pol)                                         | Estados generales de 1420                                                                            | Ratificar el tratado de Troyes. Votar un subsidio bajo el imperio de las amenazas del rey Enrique V de Inglaterra. | Carlos VI (1380-1422)        | Gestión de las crisis durante la guerra de los Cien Años | Edad Media   |
| 24 | octubre y noviembre de 1439                     | Orléans                                                         | Estados generales de 1439                                                                            | Permanencia de los ejércitos y de las ayudas, negociaciones con Inglaterra. | Carlos VII (1422-1461)       | Gestión de las crisis durante la guerra de los Cien Años | Edad Media   |
| 25 | 1448                                            | Bourges                                                         | Estados generales de 1448                                                                            | | Carlos VII (1422-1461)       | Gestión de las crisis durante la guerra de los Cien Años | Edad Media   |
| 26 | 6 de abril de 1468 al 14 de abril de 1468       | Tours                                                           | Estados generales de 1468                                                                            | Oposición al desmembramiento de Normandía para el hermano del rey. El apanage de los príncipes no consistirá en adelante más que en una renta fija de anualidad. | Luis XI (1461-1483)          | Asamblea consultiva                                      | Edad Media   |
| 27 | 5 de enero de 1484 al 14 de marzo de 1484       | Tours                                                           | Estados generales de 1484 (convocados por Ana de Beaujeu hermana de Carlos VIII, regente del reino). | Reivindicación de Luis II de Orléans de la regencia de Carlos VIII en detrimento de Ana y Pedro de Beaujeu, aunque legítimamente designados. Célebre discurso «democrático» de Felipe Pot. El 20 de febrero de 1484, demanda un estado de gastos e ingresos que será establecido pero falso. Reducción del impuesto sobre el taille. Le 14 de marzo de 1484, abolición de las dietas. Primera mención de la idea del canal de Berry. Primera reunión de todo el reino y de todos los cuerpos sociales designados en adelante por orden y ya no por realeza.. 285 delegados. Aparición del cahier de doléances (libro de quejas). Ahora un lugar de reunión único a pesar de la diferencia lingüística.. | Carlos VIII (1483-1498)      | Asamblea consultiva                                      | Edad Media   |
| 28 | 13 de diciembre de 1560 al 31 de enero de 1561  | Orléans (sala construida a este efecto, en la plaza de l'Étape) | Estados generales de 1560 (convocados por Francisco II)                                              | Cuestiones religiosas y políticas. Prepara leyes comerciales que permanecerán vigentes hasta 1789. Convocados por Francisco II, se reuniran cuando ya está muerto. Designan a Catalina de Médici como regente. Las cuestiones religiosas se debatirán en un próximo concilio a petición de Michel de L'Hospital. La reina no permite las discusiones sobre los límites del poder. | Carlos IX (1560-1574)        | Guerres de religion                                      | Edad Moderna |
| 29 | 1 de agosto de 1561 al 27 de agosto de 1561     | Pontoise                                                        | Estados generales de 1561 (convocados por Catalina de Médici, regente)                               | Demanda de subsidios | Carlos IX (1560-1574)        | Guerres de religion                                      | Edad Moderna |
| 30 | 6 de diciembre de 1576 al 5 de marzo de 1577    | Blois (gran sala del château royal)                             | Estados generales de 1576-1577                                                                       | Cuestiones financieras y judiciales. Revocación del edicto de pacificación otorgado por Enrique III a los hugonotes protestantes. El rey ya no se opone a la Liga católica y se declara su líder. Exención del impuesto taille. | Enrique III (1574-1589)      | Guerres de religion                                      | Edad Moderna |
| 31 | 16 de octubre de 1588 al 15 de enero de 1589    | Blois (gran sala del château royal)                             | Estados generales de 1588-1589                                                                       | Rechazo de subvenciones. Los ligados quieren obtener el control sobre el conseil du roi para hacer suceder a su líder Enrique I le Balafré, duque de Guisa, en detrimento de Enrique de Navarra. El rey mandó asesinar al duque de Guisa y luego a su hermano Luis II, cardenal de Guisa. | Enrique III (1574-1589)      | Guerres de religion                                      | Edad Moderna |
| 32 | 26 de enero de 1593 al 8 de agosto de 1593      | París                                                           | Estados generales de 1593                                                                            | Candidato a la sucesión de Enrique III: Carlos, duque de Mayenne. Varios candidatos pretenden suceder a Enrique III bajo el pretexto de que Enrique IV no es católico. Conversión de Enrique IV al catolicismo el 25 de julio de 1593. Llamados «états de la Ligue». 12 delegados estatales y 8 representantes del rey.. | Enrique IV (1589-1610)       | Guerres de religion                                      | Edad Moderna |
| 33 | 27 de octubre de 1614 al 23 de febrero de 1615  | París (sala del Petit-Bourbon, antes situada frente al Louvre)  | Estados generales de 1614                                                                            | Escucha de las quejas de los súbditos para fortalecer el poder real al comienzo del reinado. Cuestiones religiosas, fiscales y políticas. Demanda de la eliminación del impuesto de la taille y la reducción de las pensiones, la reforma de las universidades y la admisión de jesuitas en el Antigua Universidad de París, el matrimonio del rey con Ana de Austria, infanta de España y de Isabel con Felipe IV, príncipe de España. Se conceden, la publicación del Concilio de Trento. Se rechaza el reconocimiento de la superioridad del rey sobre la autoridad papal y los jesuitas se niegan a aceptar las regulaciones de la Universidad de París. La abolición del impuesto paulette para la nobleza. 150 miembros del clero, 132 de la nobleza, 182 del tercer estado. Penúltimos Estados generales convocados por un rey. Inicios del absolutismo. | Luis XIII (1610-1643)        | Fin de la institución de los Estados generales.          | Edad Moderna |
| 34 | 5 de mayo de 1789                               | Versalles (sala de los tres órdenes, hôtel des Menus Plaisirs)  | Estados generales de 1789                                                                            | Déficit del presupuesto. Ruptura con el bautismo de Clodoveo y reforma fundamental del sistema social y administrativo; es el fin del Antiguo Régimen. 291 diputados del clero, 270 de la nobleza, 578 del tercer estado. Unión de las tres órdenes en una única asamblea nacional que se reunirá en la sala del Jeu de paume desde el cierre del hôtel des Menus Plaisirs el 20 de junio de 1789 | Luis XVI (1774-1792)         | Fin de la institución de los Estados generales.          | Edad Moderna |